# Sunday

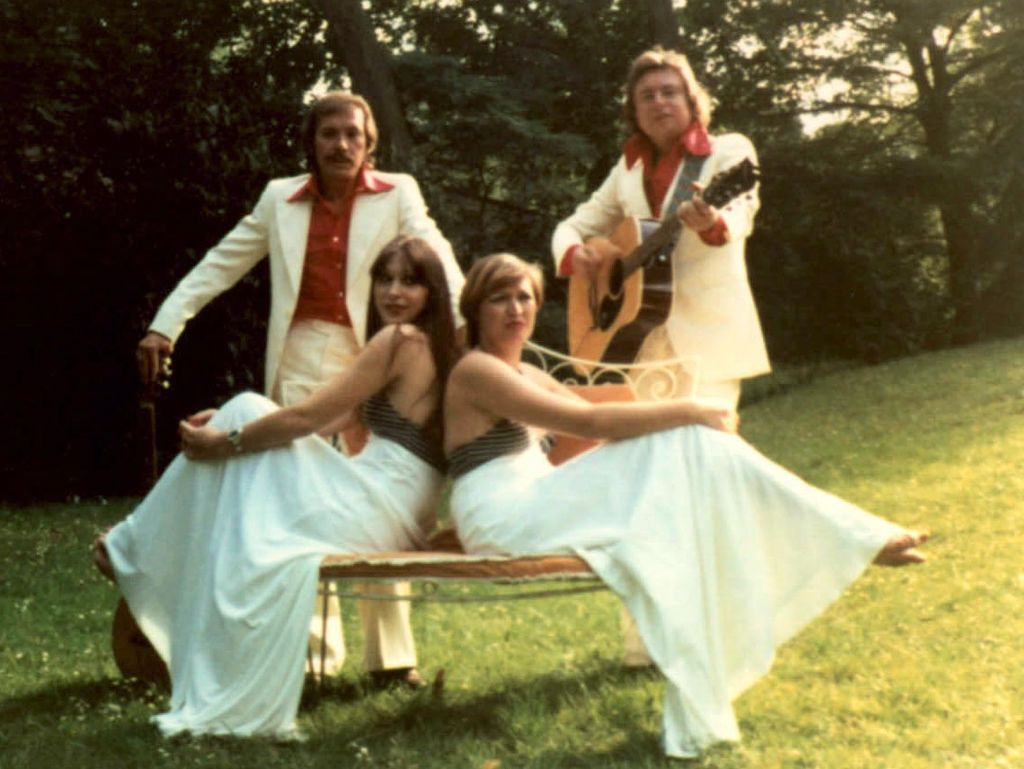
Sunday, 1. Besetzung, 1976
v. l. Peter Schröder, Silvia Gehrke, Jutta Kulitza, Norman Ascot

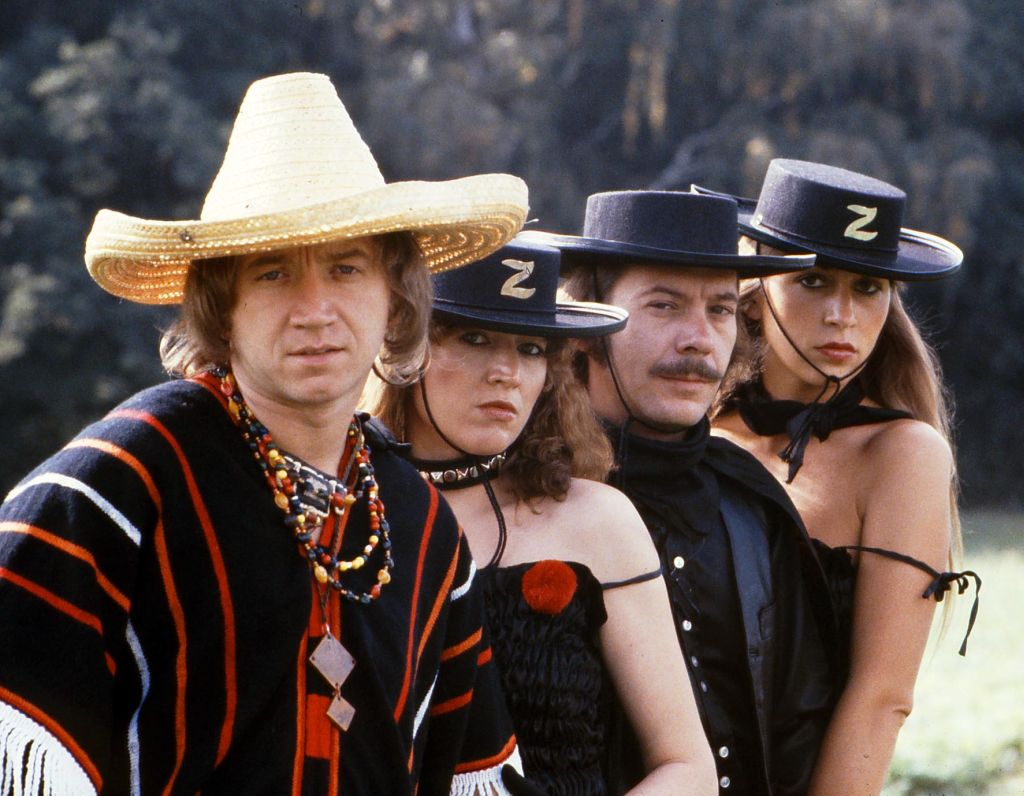
Sunday, 2. Besetzung, 1979
v. l. Karl Ringena, Jutta Kulitza, Peter Schröder, Silvia Gehrke

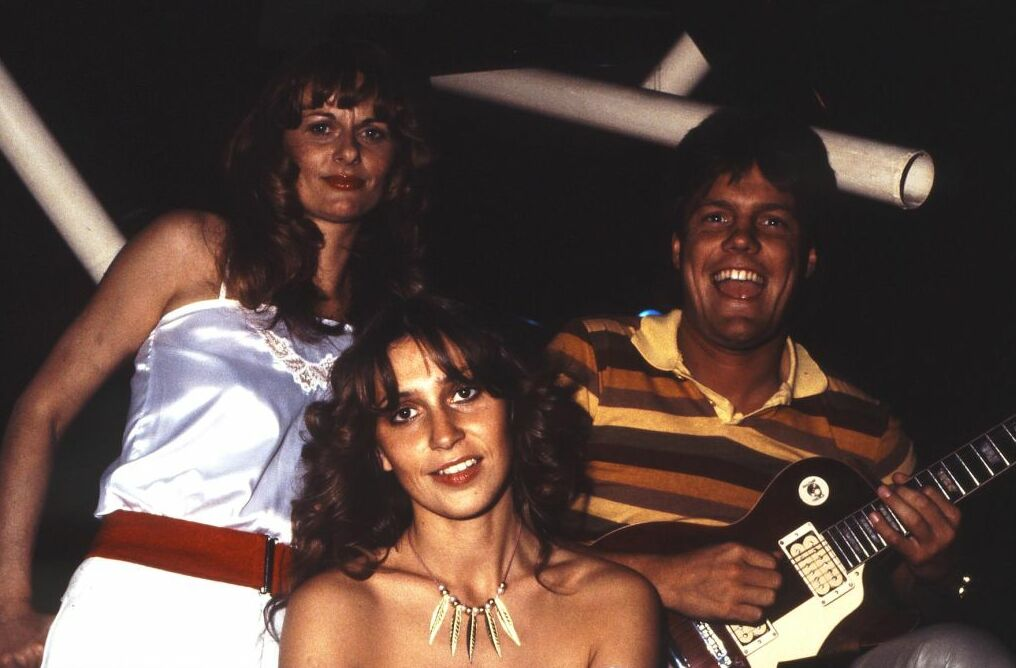
Sunday, 3. Besetzung, 1981
v. l. Doris DeVries, Silvia Gehrke, Dieter Bohlen

Sunday (englisch für „Sonntag“) ist ein ehemaliges Berliner Vokalquartett in der Besetzung zwei Frauen und zwei Männer. Die Gruppe wurde 1976 vom Produzenten Peter Wagner (Produzent von Roland Kaiser, Andrea Jürgens, Udo Jürgens u. a.) mit Berliner Studio-Chorsängern gegründet.

## Besetzung
Das Gründungsmitglied Norman Ascot ist auch als Komponist und als Produzent bekannt. Die Berlinerin Silvia Gehrke, als einzige von Beginn an bis zur Auflösung der Gruppe dabei, ist auch als Komponistin und Textdichterin für Schlagersänger wie z. B. Roger Whittaker und Tom Astor tätig. Silvia Gehrke und Doris de Vries waren die Ehefrauen der Chefs zweier Plattenfirmen. Für Dieter Bohlen war Sunday eine Zwischenstation auf seinem Karriereweg.
1. Besetzung (1976): Silvia Gehrke, Jutta Kulitza, Peter Schröder und Norman Ascot.
2. Besetzung (1979): Silvia Gehrke, Jutta Kulitza, Peter Schröder und Karl Ringena.
3. Besetzung (1981): Silvia Gehrke, Doris de Vries und Dieter Bohlen.

## Diskografie
- Besetzung 1:
  - Ohne dich – Fata Morgana[1]
  - I’ve Got Troubles (Ohne dich) – No More Cane (Fata Morgana)[2]
  - C.V.J.M. (Y.M.C.A.) – Bleib’ noch eine Nacht[3]
- Besetzung 2:
  - Unser Kaiser (In the Navy) – Ich zeig’ dir wo die Sonne wohnt[4]
  - Wenn die Peitsche knallt (Zorro) – Das hat die Nacht aus uns gemacht[5]
  - Zeit für einen Kindertraum – Eens nach’m andern[6]
- Besetzung 3:
  - Jung und frei – Heut’ hält mich nichts zu Haus[7]
  - Halé, Hey Louise – Worte aus Glas[8]

## Fernsehauftritte
| Datum         | Sender        | Sendung                  | Moderator(in)          | dargebotener Titel                   | Besetzung    |
| ------------- | ------------- | ------------------------ | ---------------------- | ------------------------------------ | ------------ |
| 02.10.1976    | SFB           | Umschau                  | Ulrike von Möllendorff | Ohne dich                            | 1. Besetzung |
| Frühjahr 1977 | TV in Belgien | unbekannt                | unbekannt              | I’ve Got Troubles                    | 1. Besetzung |
| Januar 1979   | SFB           | Umschau                  | Horst Cierpka          | C.V.J.M.                             | 1. Besetzung |
| 24.01.1979    | ZDF           | Die Drehscheibe          | Helge Philipp          | C.V.J.M.                             | 1. Besetzung |
| 17.02.1979    | NDR           | Aktuelle Schaubude       | Carlo von Tiedemann    | C.V.J.M.                             | 1. Besetzung |
| 21.07.1979    | SFB           | Umschau                  | Angelika von Hagen     | Unser Kaiser                         | 2. Besetzung |
| 01.08.1979    | ZDF           | Die Drehscheibe          | Christine Westermann   | Unser Kaiser                         | 2. Besetzung |
| 10.08.1979    | ARD           | Szene ’79                | Thomas Gottschalk      | Unser Kaiser                         | 2. Besetzung |
| 29.03.1980    | NDR           | Aktuelle Schaubude       | Victoria Voncampe      | Wenn die Peitsche knallt             | 2. Besetzung |
| 20.06.1980    | BR            | Wähl dein Lied           | Felix Parbs            | Zeit für einen Kindertraum           | 2. Besetzung |
| 12.09.1980    | BR            | Wähl dein Lied           | Felix Parbs            | Zeit für einen Kindertraum (Platz 1) | 2. Besetzung |
| 18.10.1980    | NDR           | Aktuelle Schaubude       | Victoria Voncampe      | Zeit für einen Kindertraum           | 2. Besetzung |
| 23.12.1980    | SFB           | Umschau                  | Ulrike von Möllendorff | Zeit für einen Kindertraum           | 2. Besetzung |
| 08.09.1981    | ZDF           | Mini-Hitparade (IFA ’81) | Dieter Thomas Heck     | Jung und frei                        | 3. Besetzung |
| 10.09.1981    | ZDF           | Show-Express             | Michael Schanze        | Jung und frei                        | 3. Besetzung |
| 08.02.1982    | ZDF           | ZDF-Hitparade            | Dieter Thomas Heck     | Halé Hey Louise                      | 3. Besetzung |